# Pragmàtica (dret)
|  | Aquest article tracta sobre el concepte en dret. Vegeu-ne altres significats a «pragmàtica». |

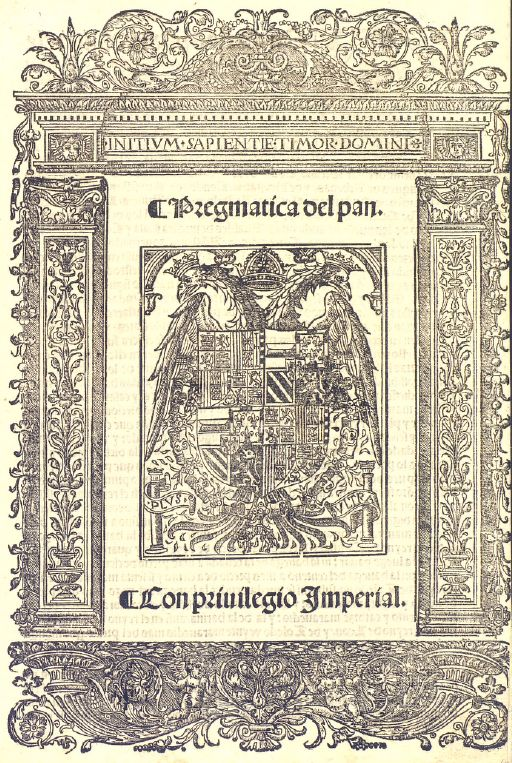
Pregmatica del pan (S.XVI)

En l'àmbit del dret, una pragmàtica o prematica és una disposició reial, emanada per pròpia iniciativa imperial o a requeriment d'entitats o autoritats públiques, en matèria de dret públic en la qual no hi havia intervenció de la Cort o el Tribunal.
Segons l'època va tenir noms diferents. En l'època del dret romà postclàssic amb l'Emperador Teodosi II, s'anomenava pragmatica sanctio. A partir del Baix Imperi Romà es parla de Pragmaticae sanctiones, lex pragmatica o pragmatica. Dins les lleis de caràcter general, constituïa l'obra més important que utilitzava el Monarca per a crear el dret.
El protocol de la pragmàtica és ampli i s'hi distingeix una exposició de motius, un acte de promulgació i un articulat. Solen contenir ordres generals que tots els naturals del regne han d'obeir. Durant l'època de la Novísima recopilación de leyes de España, la profusió de pragmàtiques és molt àmplia a conseqüència de l'esperit centralista que té en aquell moment el poder polític.
A les acaballes de l'edat mitjana amb la recepció del ius commune, la pragmàtica com a font de producció del dret, pren una difusió molt més generalitzada en els regnes cristians d'Espanya.

## La pragmàtica a Catalunya
Hom creu que la pragmàtica més antiga de Catalunya, encara que no es coneix la data, és la del regnat de Jaume I el Conqueridor. Es tracta d'un document que regula l'opció del dot de la dona casada. Tanmateix la pragmàtica la podia expedir tant el Rei com el seu Lloctinent general i també ho podia fer el Governador general com a representant permanent del monarca.
L'ús de la pragmàtica ha presentat sempre una problemàtica jurídica que es manifesta de forma diferent segons sigui a un lloc o un altre. Per això no és igual el seu paper, dins de la creació del dret, en Catalunya o en Castella i és aconsellable fer-ne distinció.

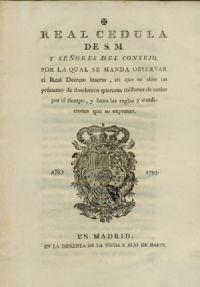
Real Cedula (S.XVIII)

A Catalunya el seu caràcter voluntarista es reflecteix en la fórmula volem i proveïm.
Els juriconsults catalans des de l'època de la Baixa edat mitjana i l'Edat moderna van pronunciar-se reïteradament sobre l'eficàcia jurídica de la pragmàtica. Però tots estaven d'acord que la legislació exclusiva del Rei no podia ser contrària a les Constitucions catalanes. Aquestes estaven formulades pel monarca i les Corts i les disposicions del monarca hi estaven subordinades.
Fins a l'època de Ferran el Catòlic, les pragmàtiques són molt nombroses, ja que versen sobre qüestions d'índole eclesiàstica, civil, penal, processal, administrativa i fiscal, així com sobre regalies i administració de justícia. Sovint contenien mandats que tenien l'objectiu d'assolir l'aplicació de les lleis establertes a les Corts i es recopilen en el volum segon de la Compilació del dret civil especial de Catalunya redactades durant l'època moderna.
Les darreres pragmàtiques del Principat de Catalunya són del regnat de Carles I, el qual en promulga la quantitat de sis.
A la  de la Universitat Autònoma de Barcelona, dins del fons bibliogràfic cedit per l'economista Joan Carandell i Marimón, anomenat Biblioteca Econòmica Carandell i Fons Carandell es conserva una col·lecció d'aproximadament 100 pragmàtiques, 325 Reial Cèdula i altres tipus de documents de caràcter normatiu.

## La pragmàtica a Castella
Al Regne de Castella, la pragmàtica, al contrari que a Catalunya, s'identifica amb el sistema més generalitzat de creació del dret i es converteix amb l'expressió més elevada del seu Poder legislatiu. Els reis castellans es consideraven creadors únics de normes jurídiques d'eficàcia general i van aprofitar els principis jurídics per a enfortir el seu Autoritarisme polític.
A Castella doncs, i a diferència del que va succeir a Catalunya, la legislació règia a Castella no va quedar subordinada a les lleis fixades a les Corts i sovint les pragmàtiques derogaven o contradeien les lleis fixades per aquestes. Sovintejava en la redacció fórmules d'estil que procedeixen motu proprio motu... o bé ...que tal pragmàtica tingués força de llei com si fos donada i ordenada i establerta i publicda a les Corts. També solien fer servir ll'expressió del meu poder reial absolut
En l'època del Moviment codificador de mitjan segle xix, les pragmàtiques van desaparèixer com a font de creació del dret.

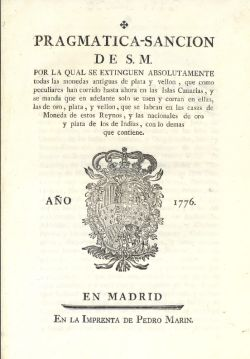
Pragmatica Sancion (S.XVIII)